# Ханс Магнус Енценсбергер
Ханс Магнус Енценсбергер (на немски: Hans Magnus Enzensberger) е германски поет, белетрист, есеист, драматург и преводач.

## Биография и творчество
Ханс Магнус Енценсбергер е роден в Кауфбойрен. Прекарва детството си в Нюрнберг, преживява бомбардировките над града и евакуацията, а в края на Втората световна война е призован в „народното опълчение“.
Енценсбергер следва литературознание, чужди езици и философия в Ерланген, Фрайбург, Хамбург и парижката Сорбона. Три години сътрудничи на студентски театър, после на автостоп прекосява Европа от Лапландия до Гибралтар. В 1955 г. защитава докторска дисертация върху поетиката на Клеменс Брентано.

## Литературен път
В 1957 г. Ханс Магнус Енценсбергер публикува първата си стихосбирка „В защита на вълците“ , в която с грубовато и предизвикателно слово, с употреба на жаргон, игрословици и езикови монтажи, изразява гнева си от духовната корупция и еснафското безразличие в своята родина. С желанието си стиховете му да бъдат възприемани като „предмети за потребление подобни на оръжия“ Енценсбергер става художествен наследник на Ерих Кестнер и Бертолт Брехт.
През 1957 г. поетът предприема пътувания из САЩ и Мексико, две години престоява в Норвегия и една година в Италия. Втората му стихосбирка „Роден език“ (1960) го представя като ярък критик на обществените порядки и безпощаден сатирик.
В 1963 г. Енценсбергер получава авторитетната литературна награда „Георг Бюхнер“, пътува в Съветския съюз, а след това из Близкия изток. Публикува стихосбирката „Писменост за слепци“ (1964) и става гост-доцент по поетика във Франкфуртския университет. От 1965 до 1975 г. издава литературно-политическото списание „Курсбух“, с което упражнява силно влияние върху студентското движение от 60-те години. В 1968 г. Енценсбергер отказва гост-професорско място в САЩ в знак на протест срещу американската политика и живее две години в Куба, като взима участие в Конгреса на културата в Хавана. Голяма литературна слава му донася поетическият епос „Гибелта на 'Титаник'“ (1978). Освен това публикува „Мавзолей. 37 балади из историята на прогреса“ (1978), „Фурията на изчезването“ (1980), „Павилион“ (1995), „По-леко от въздуха“ (1999), „Тридесет и три стихотворения“ (2001) и „Историята на облаците“ (2003).
Поетът се установява да живее в Мюнхен.

### Поезия
- Bildzeitung, Gedicht, 1957
- verteidigung der wölfe, Gedichte, 1957
- An alle Fernsprechteilnehmer, Gedicht, 1960
- landessprache, Gedichte, 1960
- Gedichte. Die Entstehung eines Gedichts, 1962
- blindenschrift, Gedichte, 1964
- Mausoleum. 37 Balladen aus der Geschichte des Fortschritts, 1975
- Der Untergang der Titanic. Eine Komödie, Versepos, 1978
- Die Furie des Verschwindens. Gedichte, 1980
- Zukunftsmusik, Gedichte, 1991
- Kiosk. Neue Gedichte, 1995
- Leichter als Luft. Moralische Gedichte, 1999
- Die Geschichte der Wolken. 99 Meditationen, 2003
- Rebus, 2009
- Gedichte 1950-2010, 2010
- Blauwärts. Ein Ausflug zu dritt. Gedichte, 2013

### Есеистика
- Brentanos Poetik, 1961 (Druckfassung der Diss. 1955)
- Einzelheiten, Essays, 1962
  - Band 1: Bewusstseins-Industrie
  - Band 2: Poesie und Politik
- Politik und Verbrechen, Essays, 1964
- doomsday, 1964
- Deutschland, Deutschland unter anderm. Äußerungen zur Politik, 1967
- Staatsgefährdende Umtriebe, Rede zur Verleihung des Nürnberger Literaturpreises, 1968
- Palaver. Politische Überlegungen 1967-1973, Essays, 1974
- Unsere Landessprache und ihre Leibwächter, 1979
- Politische Brosamen, Essays, 1982
- Auferstanden über alles. Fünf Untersuchungen, 1986
- Ach, Europa! Wahrnehmungen aus sieben Ländern, Prosa, 1987
- Mittelmaß und Wahn. Gesammelte Zerstreuungen, 1988
- Unsere Landessprache und ihre Leibwächter, 1989
- Die Große Wanderung, Essays, 1992
- Aussichten auf den Bürgerkrieg, 1993
- Das Brot und die Schrift, 1993
- Zickzack, Aufsätze, 1997
- Drawbridge Up: Mathematics – A Cultural Anathema / Zugbrücke außer Betrieb: Die Mathematik im Jenseits der Kultur (dt., engl.), 1999
- Nomaden im Regal, Essays, 2003
- Lyrik nervt! Erste Hilfe für gestresste Leser, 2004 (unter dem Pseudonym Andreas Thalmayr)
- Heraus mit der Sprache. Ein bisschen Deutsch für Deutsche, Österreicher, Schweizer und andere Aus- und Inländer, 2005 (unter dem Pseudonym Andreas Thalmayr)
- Schreckens Männer – Versuch über den radikalen Verlierer, 2006
- Im Irrgarten der Intelligenz. Ein Idiotenführer, 2006
- Heraus mit der Sprache – Ein bißchen Deutsch für Deutsche, Österreicher, Schweizer und andere Aus- und Inländer, 2008
- Fortuna und Kalkül – Zwei mathematische Belustigungen, 2009
- Sanftes Monster Brüssel oder Die Entmündigung Europas, 2011
- Enzensbergers Panoptikum: Zwanzig Zehn-Minuten-Essays, 2012
- Überlebenskünstler. 99 literarische Vignetten aus dem 20. Jahrhundert, 2018
- Schreiben für ewige Anfänger. Ein kurzer Lehrgang (unter dem Pseudonym Andreas Thalmayr), 2018

### Проза
- Das Verhör von Habana, Prosa, 1970
- Der kurze Sommer der Anarchie. Buenaventura Durrutis Leben und Tod, Roman, 1972
- Der Weg ins Freie. Fünf Lebensläufe, 1975
- Heiss & Kalt, Erotische Erzählungen, 1987 (unter dem Pseudonym Elisabeth Ambras)
- Josefine und ich – Eine Erzählung, 2006
- Schauderhafte Wunderkinder, 2006 (unter dem Pseudonym Linda Quilt)
- Hammerstein oder der Eigensinn, Biographie, 2008
- Herrn Zetts Betrachtungen, oder Brosamen, die er fallen ließ, aufgelesen von seinen Zuhörern, 2013
- Tumult, 2014
- Verschwunden!, 2014
- Immer das Geld!, 2015

### Драма
- Diderot und das dunkle Ei. Ein Interview, 1990
- Die Tochter der Luft, Drama, 1992
- Voltaires Neffe. Eine Fälschung in Diderots Manier, 1996

### Детски и юношески книги
- Zupp, Eine Geschichte (mit Gisela Andersch), 1958
- Der Zahlenteufel. Ein Kopfkissenbuch für alle, die Angst vor der Mathematik haben, 1997
- Wo warst du, Robert?, Roman, 1998
- Bibs, 2009

### Сборници
- Der Fliegende Robert. Gedichte, Szenen, Essays, 1989
- Diderots Schatten. Unterhaltungen, Szenen, Essays, 1994
- Die Elixiere der Wissenschaft. Seitenblicke in Poesie und Prosa, 2002
- Dialoge zwischen Unsterblichen, Lebendigen und Toten, 2004
- Meine Lieblings-Flops, gefolgt von einem Ideen-Magazin, 2010
- Album, 2010
- Gedichte 1950–2010, 2010
- Versuche über den Unfrieden, 2015
- Gedichte 1950–2015, 2015

### Съставителства
- Clemens Brentano: Gedichte, Erzählungen, Briefe, (als Hrsg.) 1958
- Die Denunziation des Tourismus, (als Hrsg.) 1959
- Museum der modernen Poesie, (als Hrsg.) 1960
- Allerleirauh. Viele schöne Kinderreime, (als Hrsg.) 1961
- Vorzeichen. Fünf neue deutsche Autoren, (als Hrsg.) 1962
- Georg Büchner, Ludwig Weidig: Der Hessische Landbote. Texte, Briefe, Prozeßakten, (als Hrsg.) 1965
- Bartolomé de las Casas: Kurzgefaßter Bericht von der Verwüstung der Westindischen Länder, (als Hrsg.) 1966
- Freisprüche. Revolutionäre vor Gericht, 1970
- Klassenbuch. Ein Lesebuch zu den Klassenkämpfen in Deutschland, (als Mithrsg.) 1972
- Gespräche mit Marx und Engels, 1973
- Das Wasserzeichen der Poesie oder Die Kunst und das Vergnügen, Gedichte zu lesen, 1985 (unter dem Pseudonym Andreas Thalmayr)
- Die gescheiterte Revolution. Denkwürdigkeiten aus dem 19. Jahrhundert, 1996 (als Hrsg.)
- Geisterstimmen, 1999 (als Übersetzer und Herausgeber)

### Издания в България
- Поезия за тези, които не четат поезия. Подбор и превод от немски език Стефан Бесарбовски, София: Народна култура, 1979, 50 с.
- Гибелта на „Титаник“. Превод от немски език Венцеслав Константинов, София: Народна култура, 1990, 148 с.
- Дяволът на числата, София: Сиела, 2008, 264 с.
- Йозефине и аз. Превод от немски език Владко Мурдаров, София: Атлантис-КЛ, 2008, 110 с.

### Филми
- Durruti. Biographie einer Legende, 1972 (Buch, Regie, Produktion)

## Награди и отличия
- 1956: „Награда Хуго Якоби“
- 1962: „Награда на немската критика“
- 1963: „Награда Георг Бюхнер“
- 1966: „Нюрнбергска награда“
- 1978: „Награда на немската критика“
- 1980: Златен венец – Стружки вечери на поезията
- 1985: „Награда Хайнрих Бьол“ на град Кьолн
- 1987: „Голяма литературна награда на Баварската академия за изящни изкуства“
- 1993: „Награда за мир Ерих Мария Ремарк“
- 1993: „Das politische Buch“, verliehen von der Friedrich-Ebert-Stiftung
- 1994: „Мюнхенска почетна културна награда“
- 1997: „Награда Ернст Роберт Курциус“ за есеистика
- 1998: „Награда Хайнрих Хайне“ на град Дюселдорф
- 2000: „Hörbuch des Jahres“ за Das Wasserzeichen der Poesie
- 2002: „Награда на принцесата на Астурия“
- 2002: „Награда Лудвиг Бьорне“
- 2006: Награда „Д’Анунцио“ за цялостно творчество
- 2006: Medienpreis 2006 von der Berlin-Brandenburgischen Akademie der Wissenschaften und Verleihung des Enzensberger-Sterns
- 2010: Награда „Зонинг“
- 2015: „Награда Франк Ширмахер“